# 髙木駿輝
髙木 駿輝（たかぎ しゅんき、1999年1月15日 - ）は、日本の映画監督。

## 来歴
千葉県出身。高校時代は劇団に所属して舞台俳優として活動していた。
青山学院大学総合文化政策学部に進学した。
2019年に自身の所属していた杉浦映画プロデュースラボにて、監督・脚本を手がけた自主制作映画『健太郎さん』を制作。2020年11月の滋賀国際映画祭2020で最優秀賞を獲得した。
2021年より映像制作会社に所属。「ダニエル髙木」という芸名で音楽活動も行っている。
JAC AWARD 2024 ディレクター部門でファイナリストに選出された。(作品名は『もりもりのお守り』)

## 主な監督作品
- 健太郎さん（2019年） - 監督・脚本・編集